# Kranspoliep
De kranspoliep of zeespriet (Nemertesia antennina) is een hydroïdpoliep uit de familie Plumulariidae. De poliep komt uit het geslacht Nemertesia. Nemertesia antennina werd in 1758 voor het eerst wetenschappelijk beschreven door Carl Linnaeus als Sertularia antennina.

## Beschrijving
De kranspoliep is een kolonievormende hydroïdpoliep. De kolonie bestaat uit maximaal 50 dikke, stijve, rechtopstaande stengels die tot 25 à 30 centimeter hoog kunnen worden. De stengels groeien uit een sponzige massa van hydrorhiza's. De stengels dragen bundels van 6-10 gekrulde zijtakken, deze zijn gebogen en het breedst aan hun basis. De kranspoliep is oranjegeel van kleur, de zijtakjes wit-kleurloos.

## Verspreiding
De kranspoliep wordt waargenomen in de noordoostelijke Atlantische Oceaan, van ten minste de Faeröer, de Barentszzee en IJsland in het zuiden via Mauritanië tot zuidelijk Afrika, inclusief de Middellandse Zee, de Azoren en Madeira. De soort wordt gevonden bevestigd aan schelpen en stenen op zandbodems van het ondiepe sublitoraal naar diepere wateren voor de kust, in gebieden die onderworpen zijn aan een matige tot sterke stroming. Deze soort komt ook voor in de Nederlandse Noordzee (bij scheepswrakken) waarbij complete exemplaren regelmatig op het strand aanspoelen. In het Nederlandse kustgebied, de Oosterschelde en Grevelingen wordt kranspoliep niet aangetroffen. De kranspoliep is het exclusieve voedsel van de zeespriet-kroonslak, die hieraan haar Nederlandse naam dankt.